# 日本歌人クラブ新人賞
日本歌人クラブ新人賞は、日本で最も古い歴史と最大の規模を持つ歌人の親睦団体である日本歌人クラブが主催する、第一歌集を対象にした賞。本来日本歌人クラブには、中堅・ベテラン歌人が受賞対象の日本歌人クラブ賞があったが、それとは別に、新人の歌集を顕彰する目的で設立された。前年度に刊行された60歳以下の作者による第一歌集のうち、優れたものに贈られる。
選考は、日本歌人クラブの中央幹事（理事に相当）、地方ブロック（北海道・東北・北関東・南関東・東京・甲信越・北陸・東海・近畿・中国・四国・九州の12ブロック）役員、過去の受賞者、名誉会員から事前にアンケートを募り、その結果を基に、日本歌人クラブの中央幹事および中央幹事会ら指名された会員で構成された選考委員会が選考する。選考委員の任期は一年。2024年度の選考委員は黒岩剛仁、上條雅通、菊池裕、古谷円。受賞者には、賞状と賞金10万円（2024年度）が授与される。
このほか、長年に渉り地道に短歌に励み、斯道に貢献した歌人を顕彰する日本歌人クラブ大賞、短歌や歌人に対する評論書や研究書を対象とした日本歌人クラブ評論賞がある。

## 過去の受賞者

### 第1回から第10回
- 第1回（1995年）該当作なし
- 第2回（1996年）大橋千恵子『この世の秋』（角川書店）
- 第3回（1997年）兵頭なぎさ『この先 海』（ながらみ書房）
- 第4回（1998年）勝倉美智子『らせん階段』（本阿弥書店）
- 第5回（1999年）柴田典昭『樹下逍遥』（砂子屋書房）
- 第6回（2000年）浜口美知子『川千鳥』（ながらみ書房）
- 第7回（2001年）小島熱子『春の卵』（短歌研究社）、本田一弘『銀の鶴』（雁書館）
- 第8回（2002年）結城千賀子『系統樹』（角川書店）
- 第9回（2003年）生沼義朗『水は襤褸に』（ながらみ書房）
- 第10回（2004年）矢部雅之『友達ニ出逢フノハ良イ事』（ながらみ書房）

### 第11回から第20回
- 第11回（2005年）里見佳保『リカ先生の夏』（角川書店）
- 第12回（2006年）春日いづみ『問答雲』（角川書店）
- 第13回（2007年）加藤英彦『スサノオの泣き虫』（ながらみ書房）、都築直子『青層圏』（雁書館）
- 第14回（2008年）古谷円『千の家族』（角川書店）、高木佳子『片翅の蝶』（短歌新聞社）
- 第15回（2009年）柚木圭也『心音（ノイズ）』（本阿弥書店）、樋口智子『つきさっぷ』（本阿弥書店）
- 第16回（2010年）中沢直人『極圏の光』（本阿弥書店）
- 第17回（2011年）齋藤芳生『桃花水を待つ』（角川書店）、田中濯『地球光』（青磁社）
- 第18回（2012年）染野太朗『あの日の海』（本阿弥書店）
- 第19回（2013年）田村元『北二十二条西七丁目』（本阿弥書店）
- 第20回（2014年）大森静佳『てのひらを燃やす』（角川書店）

### 第21回から第31回
- 第21回（2015年）服部真里子『行け広野へと』（本阿弥書店）
- 第22回（2016年）千種創一『砂丘律』（青磁社）
- 第23回（2017年）高山邦男『インソムニア』（ながらみ書房）
- 第24回（2018年）佐藤モニカ『夏の領域』（本阿弥書店）
- 第25回（2019年）木ノ下葉子『陸離たる空』（港の人）
- 第26回（2020年）門脇篤史『微風域』（現代短歌社）
- 第27回（2021年）北山あさひ『崖にて』（現代短歌社）
- 第28回（2022年）奥村知世『工場』（書肆侃侃房）
- 第29回（2023年）鈴木加成太『うすがみの銀河』（角川書店）
- 第30回（2024年）中井スピカ『ネクタリン』（本阿弥書店）
- 第31回（2025年）久永草太『命の部首』（本阿弥書店）